# St. Andreas (Remlingen)

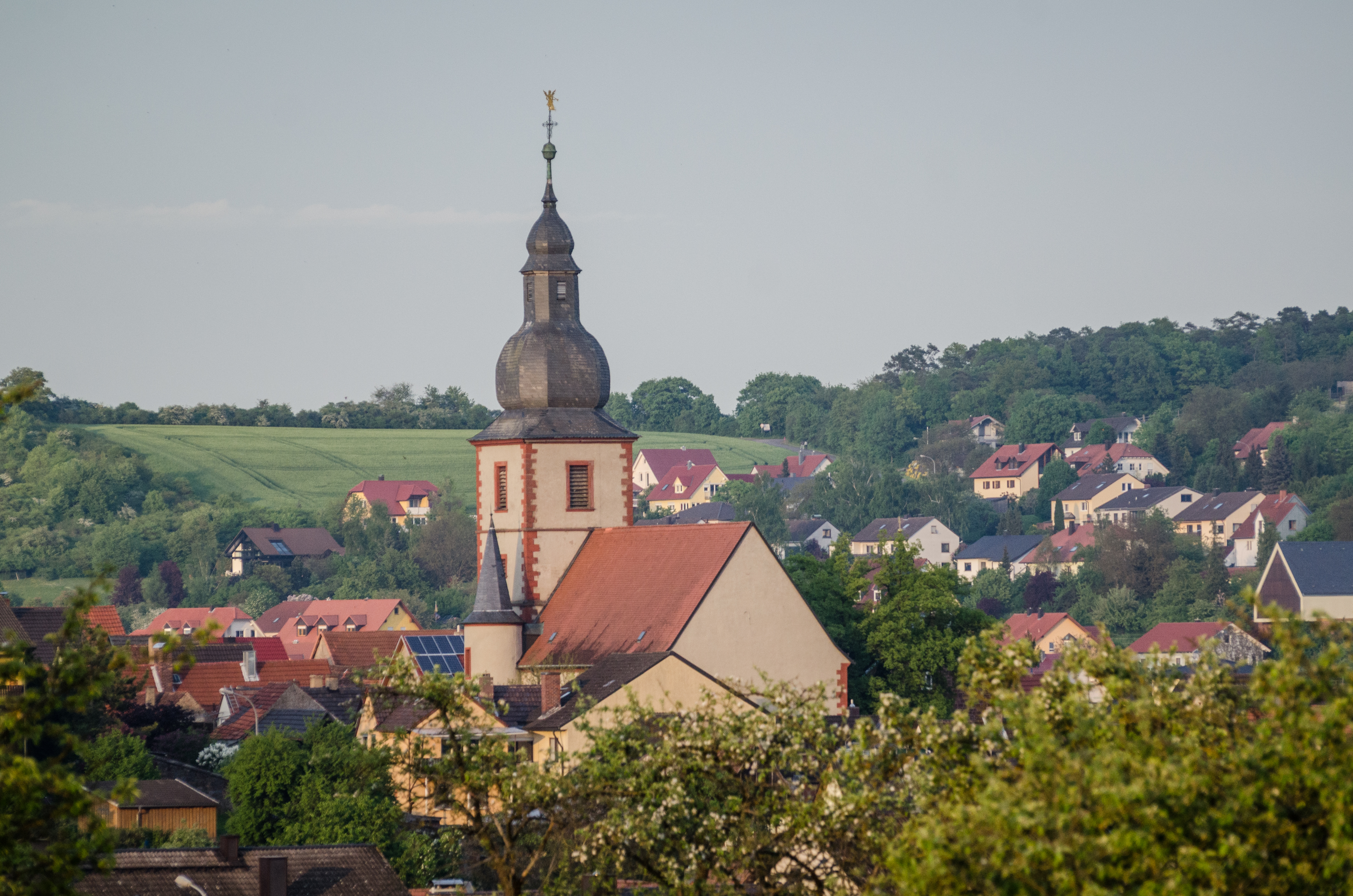
St. Andreas (Remlingen)

Die denkmalgeschützte, evangelisch-lutherische Pfarrkirche St. Andreas steht in Remlingen, einem Markt im Landkreis Würzburg (Unterfranken, Bayern). Die Kirche ist unter der Denkmalnummer D-6-79-177-8 als Baudenkmal in der Bayerischen Denkmalliste eingetragen. Die Pfarrei gehört zum Dekanat Würzburg im Kirchenkreis Ansbach-Würzburg der Evangelisch-Lutherischen Kirche in Bayern.

## Beschreibung
Der Chorturm wurde im Kern um 1350 errichtet. Er gehörte zu einer Wehrkirche, die mit 25 Gaden umgeben war. Sein Zugang erfolgte bis 1896 über den Treppenturm im zweiten Geschoss, das über der Sakristei angelegt war. Der Chorturm war ursprünglich mit einem spitzen Helm bedeckt, der von vier kleinen Türmchen, die der Beobachtung dienten, flankiert war. Der Chorturm wurde nach dem Stadtbrand von 1710 aus Geldmangel erst 1768 wieder aufgerichtet. Dabei wurde er auf vier Geschosse aufgestockt und mit einer schiefergedeckten Welschen Haube bedeckt. Ein Treppenturm steht in der Ecke von Langhaus und Sakristei. Die älteste Orgel wurde bei dem großen Brand 1710 vernichtet. Aber bereits 1712 wurde von Berns und Funtsch aus Rothenfels eine "nach mathematischen Gründen" konstruierte neue Orgel geliefert. In das Gehäuse von 1712 wurde 1929 die heutige Orgel mit 15 Registern mit 2 Manualen und Pedal von G. F. Steinmeyer & Co. eingebaut. Die Kirchenausstattung ist schlicht.